# Жилкин, Валерий Константинович
Валерий Константинович Жилкин (1927—1987) — советский архитектор. Лауреат Государственной премии РСФСР в области архитектуры (1975). Руководитель архитектурной мастерской № 5 ЦНИИЭП лечебно-курортных зданий.

## Биография
Родился в Иркутске 28 апреля 1927 года в семье архитектора и инженера Константина Лукича Жилкина и филолога-переводчицы Александры Дмитриевны Нагибиной. С детства мечтал быть архитектором, закончил экстерном школу и уехал учиться в 1945 году в Московский архитектурный институт. Учился у Л. Милеги и Г. Зумблата. Окончил МАРХИ в 1951 году.
В 1956 году пришёл работать в ЦНИИЭП лечебно-курортных зданий. С 1961 года — руководитель мастерской № 5.

## Основные работы
- Клуб-столовая санатория «Сосновая роща» (Почётная грамота Государственного комитета по строительству УССР на конкурсе на лучшее построенное здание, 1963).
- Спортивно-оздоровительный лагерь «Очковые горы» (Почётная грамота Союза Архитекторов СССР и Московского отделения СА, 1970).
- Посольство СССР в Замбии, 1973.
- Проект гостиницы «Интурист» в Кисловодске, 1972.

Комплекс горнолыжных гостиниц в Домбае:
- Гостиница «Домбай» (Государственная премия РСФСР, 1975).
- Международный молодёжный центр «Горные вершины» (Почётная грамота и выдвижение на Премию ЦК ВЛКСМ, 1977).
- Гостиница «Аманауз», 1985.

Три туристических комплекса в Крыму, под Симеизом:
- Дом отдыха «Понизовка-1» (Премия Совета Министров СССР, 1983; Диплом первой степени на конкурсе на лучший построенный комплекс в УССР, 1979).
- Санаторий «Зори России» (выдвижение на Государственную премию СССР, 1986; Дипломы Союза Архитекторов СССР и Московского отделения Союза Архитекторов РСФСР, 1986).
- «МГА» — санаторный комплекс Министерства гражданской авиации (первая очередь строительства — туристическая гостиница «Мечта» — получила Золотой диплом на международном фестивале «Зодчество 2002»).

## Фотографии

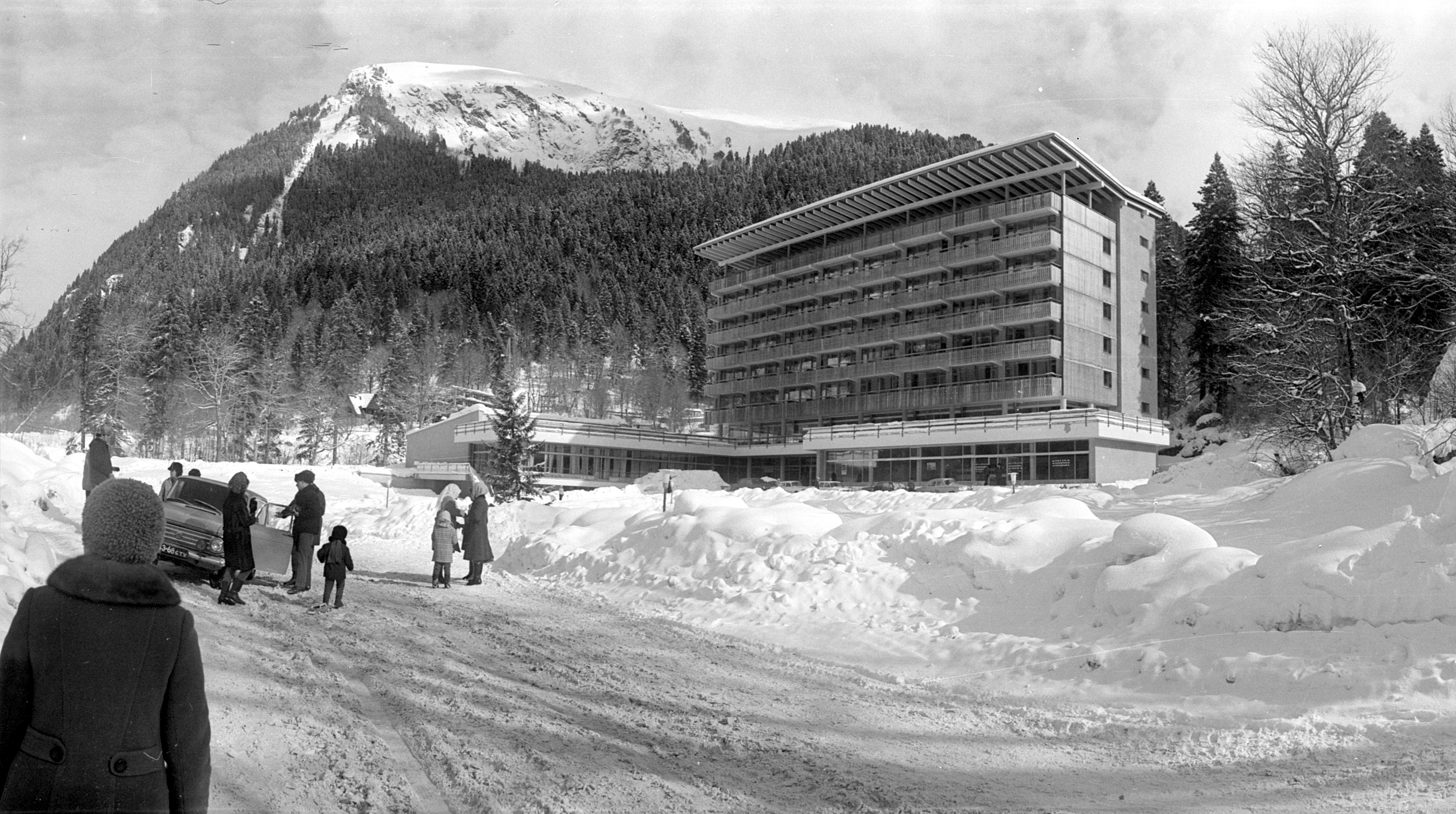
Домбай, Гостиница "Домбай", 1974
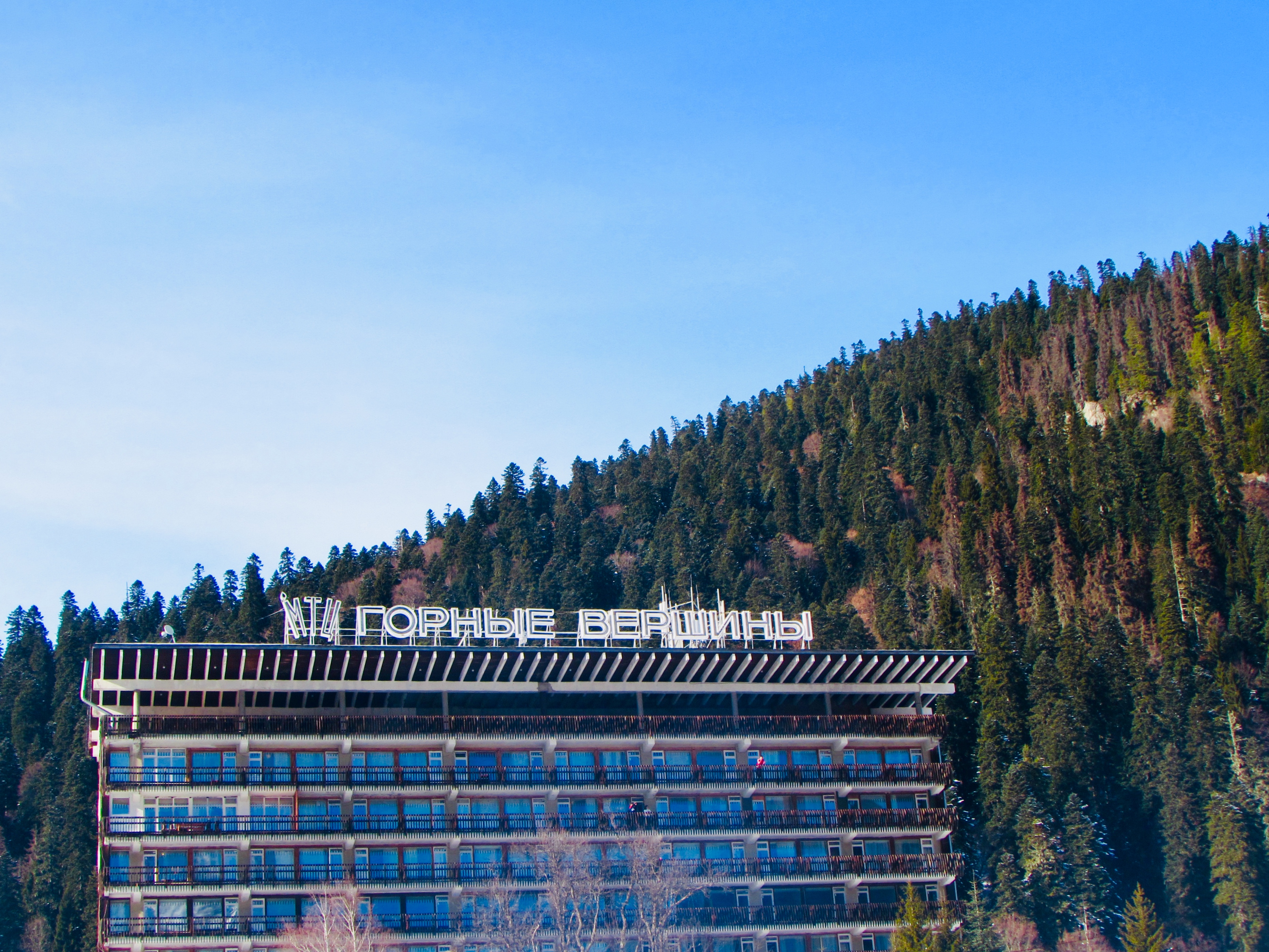
Гостиница "Горные вершины"
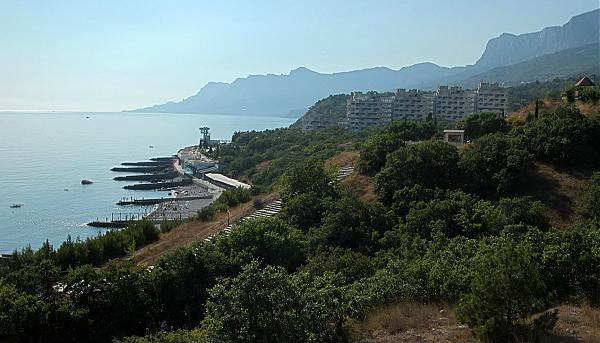
Санаторий «Зори России» - ландшафное решение
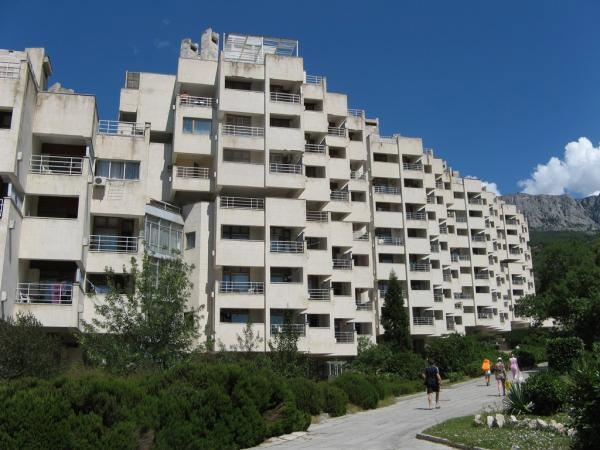
Санаторий «Зори России» - спальные корпуса

## Семья
Жена — Наталия Алексеевна Жилкина (Чудакова), архитектор.
Дочь — Мария Валерьевна Лебедева (Жилкина), архитектор.

## Публикации
- Архитектура. Работы проектных и научных институтов Москвы 1970—1974 г. / Моск. организация Союза архитекторов СССР. — М.: Стройиздат, 1975. — с. 140—141.
- Архитектура. Работы проектных и научных институтов Москвы 1975—1978 г. / Моск. организация Союза архитекторов СССР. — М.: Стройиздат, 1981. — с. 132.
- Архитектура. Работы проектных и научных институтов Москвы 1984—1988 г. / Моск. организация Союза архитекторов СССР. — М.: Стройиздат, 1991. — с. 150.
- Новое в архитектуре. / ЦНИИ теории и истории архитектуры; Союз архитекторов СССР. — М.: Стройиздат, 1987. — с. 127.